# Back to the Outback
Back to the Outback (conocida en Hispanoamérica como Animalia en Australia y en España como ¡Nos volvemos a casa!) es una película estadounidense-australiana-canadiense de animación por computadora de 2021 dirigida por Clare Knight y Harry Cripps, a partir de un guion escrito por Cripps y una historia de Gregory Lessans y Cripps El elenco de voces incluye a Isla Fisher, Tim Minchin, Eric Bana, Guy Pearce, Miranda Tapsell, Angus Imrie, Keith Urban y Jacki Weaver. Producida por Reel FX Animation Studios, Weed Road Pictures y Netflix Animation, Akiva Goldsman también se desempeñó como productor ejecutivo.
La película tuvo un estreno limitado en cines el 3 de diciembre de 2021, antes de transmitirse en la plataforma de streaming Netflix el 10 de diciembre de 2021.

## Argumento
«Cansados de estar encerrados en una casa de reptiles donde los humanos los observan boquiabiertos como si fueran monstruos, un grupo heterogéneo de las criaturas más mortíferas de Australia tramará un atrevido escape de su zoológico para viajar a Outback, un lugar donde encajarán sin ser juzgados por sus escamas y colmillos.»

## Elenco
El elenco incluye a:
- Isla Fisher como Maddie, una taipán de buen corazón.
- Tim Minchin como Pretty Boy, un lindo pero desagradable koala.
- Eric Bana como Chaz, un cuidador del zoológico que persigue a Maddie y su pandilla.
- Guy Pearce como Frank, una araña tela de embudo enamorada.
- Miranda Tapsell como Zoe, una demonio espinoso seguro de sí mismo.
- Angus Imrie como Nigel, un escorpión sensible.
- Rachel House como Jacinta, una tiburón blanco.
- Keith Urban como Doug, un sapo de caña.
- Celeste Barber como Kayla, un koala.
- Wayne Knight como Phil, un ornitorrinco.
- Aislinn Derbez como Legs, una araña campesina.
- Diesel La Torraca como Chazzie, el socio en busca de aventuras de Chaz.
- Lachlan Ross Power como Dave un demonio de Tasmania.
- Jacki Weaver como Jackie, una cocodrilo de agua salada

## Estreno
El 30 de noviembre de 2020, Netflix anunció que la película animada Back to the Outback tendría su estreno mundial a finales de 2021. En octubre de 2021, se reveló que la película se estrenaría el 10 de diciembre de 2021. Tuvo un estreno limitado el 3 de diciembre, antes de su lanzamiento en la plataforma de streaming en Netflix.